# André Gardies
Pour les articles homonymes, voir Gardies.
 (janvier 2012).
Si vous disposez d'ouvrages ou d'articles de référence ou si vous connaissez des sites web de qualité traitant du thème abordé ici, merci de compléter l'article en donnant les références utiles à sa vérifiabilité et en les liant à la section « Notes et références ».
André Gardies est un écrivain français, né à Nîmes le 28 avril 1939. Il a publié des ouvrages spécialisés sur le cinéma et des romans.

## Biographie
André Gardies est né à Nîmes le 28 avril 1939. Il passe son enfance et son adolescence à Nîmes.
Après des études secondaires à l’École Normale d’Instituteurs de sa ville natale entre 1956 et 1960, et supérieures à l’Université de Montpellier, il est d’abord professeur de Lettres au lycée de filles du côté de Niort et au lycée de la Source en Orléans.
Avec la réalisation d'un court-métrage de fiction „Onomotapa“ en 1967 il passe de la littérature au cinéma. Quelques autres courts-métrages de fiction suivent.
La rencontre avec Alain Robbe-Grillet en 1970 marque le début d'une période de presque trente ans de réflexion critique et théorique sur le cinéma. Il publie le premier ouvrage consacré au cinéma de Robbe-Grillet en 1972.
Entre 1977 et 1985, il enseigne le français et le cinéma à l'Université d'Abidjan (Côte d'Ivoire).
Après son retour en France en 1985, il est nommé maître de conférences en études cinématographiques à l'Université de Strasbourg.
Après une thèse d’état, il devient Professeur d’Université en études cinématographiques à l’Université Lumière-Lyon 2 en 1990.
À l’occasion du Centenaire de l’invention du cinéma, il coréalise en tant que scénariste et expert scientifique un CD-Rom sur les frères Lumière "Le cinéma des Lumière", coproduit par l’agence CAPA pour lequel il obtient le Prix Roberval en 1996.
À partir de 2000, il se consacre entièrement à l’écriture littéraire de fiction. Actuellement, il vit à Bernis, un petit village près de Nîmes. Il fait également des séjours à l'étranger: au Québec, en Allemagne, en Italie, au Portugal, en Angleterre, au Burkina Faso etc.
Parmi plusieurs, le 6 juillet 2011, un projet littéraire en collaboration avec des étudiants allemands du Centre de Langues (Sprachenzentrum)de l'Université Julius-Maximilian, le conduit a Wurtzbourg où il donne une lecture publique dans le Jardin Botanique.
Il est membre sociétaire de la Société des Gens de Lettres, et administrateur de l’Association Autour des Auteurs en Languedoc-Roussillon. Il est installé à Bernis.

## Ouvrages cinématographiques
En tant que professeur de cinéma et d'audiovisuel, André Gardies a publié un certain nombre de manuels sur la théorie du cinéma, dont Le récit filmique (1993), L'espace au cinéma (1993) et Décrire à l'écran (1999). Il s'est spécialisé dans le cinéma du romancier Alain Robbe-Grillet sur qui il a écrit trois livres: Alain Robbe-Grillet (1972), Approche du récit filmique (1980) et Le Cinéma de Robbe-Grillet (1983). Il centre ses recherches aussi sur le cinéma africain sur lequel il a composé des ouvrages comme Regards sur le cinéma négro-africain (1987, avec Pierre Haffner) et Cinéma d'Afrique noire francophone (1989) aussi bien qu'un dossier sur le film malien Yeelen qui sert de base pour le baccalauréat en cinéma. En collaboration avec d'autres experts de cinématographie, André Gardies a publié Cinéma de la modernité: films, théories (1981) Le suspens au cinéma (1994) et Le spectaculaire (1996).

## Ouvrages

### Romans
- Derrière les ponts, 2002, réédition 2018
- Les années de cendres, 2005
- Le monde de Juliette, 2006
- Le visiteur solitaire, 2008
- Le train sous la neige, 2011
- Le vieux Cévenol et l'enfant, 2013
- La source du diable, 2014
- la baraque du cheval noir, 2016
- Je t'écris du Gévaudan, ma Lozère, 2017
- Les lys blancs de Clara, 2018, Editions CHUM
- Blanche, châtelaine du Gévaudan, 2020
- Je t'écris en route vers les Cévennes et la Margeride, 2021
- La Promesse de la mer, 2022
- Le Visiteur solitaire, édition revue et augmentée,2024
- Une histoire cévenole, réédition revue de Les années de cendre et Le monde de Juliette, 2023, Editions CHUM

### Ouvrages cinématographiques
- Alain Robbe-Grillet, Seghers, "Cinéma d'aujourd'hui", 1972.
- Cinémas de la modernité : films, théories : colloque de Cerisy, du 1er au 11 juillet 1997, sous la direction de Dominique Château, André Gardiès, François Jost, éd. Klincksieck, 1981 (essai).
- Approche du récit filmique, Albatros, 1980.
- Le cinéma de Robbe-Grillet, Albatros, 1983.
- Regards sur le cinéma négro-africain (avec Pierre Haffner), OCIC, Bruxelles, 1987.
- Cinéma d'Afrique noire francophone; l'espace-miroir, L'Harmattan, 1989.
- 200 mots-clés de la théorie du cinéma (avec Jean Bessalel), Cerf, "7° Art", 1992.
- L'espace au cinéma, Méridiens-Klincksieck, 1993.
- Le récit filmique, Hachette, "Contours littéraires", 1993.
- Cinéma et théâtralité, sous la direction de Chistine Hamon-Sirejols, Jacques Gerstenkorn, André Gardies, éd. Aléas, 1994 (essai).
- Le conteur de l'ombre, essais sur la narration filmique, Aleas, Lyon, 1996.
- Le spectaculaire, sous la direction de Christine Hamon-Sirejols, André Gardies, éd. Aléas, 1997 (essai).
- Décrire à l'écran, Méridiens-Klincksieck/Nota Bene, Paris/Montréal, 1999.
- Le Je à l'écran : actes du colloque de Cerisy-la-Salle, 14-21 août 1999, codirigé par André Gardies, Jacques Gerstenkorn, sous la direction de Jean-Pierre Esquenazi, André Gardies, éd. l'Harmattan, 2006 (essai).
- 200 mots clés de la théorie du cinéma, coauteurs André Gardies, Jean Bessalel, éd. Cerf, 2010 (dictionnaire).
- Yeelen : Souleymane Cissé, éd. CNDC, 2011 (enseignement).

CD-Rom:
- Le cinéma des Lumière (avec Michel Agnola et Christian Straboni), CAPA prod., RMN, Microfolie's, MACT., 1995.

### Sources
Blog André Gardies

Fiche auteur

Le train sous la neige

Derrière les ponts

André Gardies et son cinquième roman